# جنون شتری
جنون شتری یا انسفالوپاتی اسفنجی‌شکل شتری (انگلیسی: Camel spongiform encephalopathy) یک بیماری مشابه بیماری جنون گاوی است. این بیماری توسط دامپزشک الجزایری، بعیسا ببلحاج، پژوهشگر و مدرس سمیر بشیر سهیل گائوار (دانشگاه تلمسان) و یکی از همکاران او در ورقله و با همکاری پژوهشگران ایتالیایی کشف شد.
این عفونت نوعی بیماری پریونی (انسفالوپاتی اسفنجی‌شکل قابل انتقال - TSE) است که شترها را مبتلا می‌کند.
برخی علائم و نشانه‌هایی که در معاینات پیش از مرگ در شترهای بالغ (یک‌کوهانه) مشاهده شده‌اند شامل کاهش وزن، لرزش، تهاجمی بودن، واکنش‌پذیری بیش از حد، گام‌های مردد و نامطمئن، آتاکسی اندام‌های خلفی، افتادن‌های گهگاهی و دشواری در بلند شدن است.
مراحل اولیه این بیماری عمدتاً با نشانه‌های رفتاری همچون بی‌اشتهایی، تحریک‌پذیری و رفتار تهاجمی مشخص می‌شود. با پیشرفت بیماری، علائم عصبی آشکارتر شده و حیوانات دچار آتاکسی می‌شوند که منجر به درازکش شدن و در نهایت مرگ می‌شود.
نشانه‌ها و علائم این بیماری به‌آرامی پیشرفت می‌کنند و بیماری به مدت ۳ تا ۸ ماه ادامه می‌یابد.